# Sun Simiao
Sun Simiao (Sun Simiao (孫思邈T, 孙思邈S, Sūn SīmiǎoP, Sun SzumiaoW); 581 – 682) è stato un medico cinese esperto nella medicina tradizionale cinese durante le dinastie Sui e Tang.
Gli fu attribuito il titolo di Re della Medicina cinese (药王, Yaowang) per i suoi significativi contributi alla stessa e l'estrema cura dei pazienti.
Sun Simiao è famoso per due testi, il Bèi Jí Qiān Jīn Yào Fāng ((备急千金要方)S, lett. "Prescrizioni da mille pezzi d'oro per le emergenze") contenente 5300 ricette mediche in trenta volumi) e il Qiān Jīn Yào Fāng ((千金要方)S, lett. "Supplemento alle prescrizioni da mille pezzi d'oro per le emergenze") che contiene a sua volta altre 2571 ricette, entrambe pietre miliari nella storia della medicina cinese.
Gli viene anche riconosciuta la stesura del testo noto come Sull'assoluta sincerità del grande medico, frequentemente definito come il "Giuramento di Ippocrate cinese":

## I tredici punti fantasma
Sun Simiao catalogò nel Bèi Jí Qiān Jīn Yào Fāng anche tredici punti dell'agopuntura con la caratteristica di contenere l'ideogramma 鬼 gǔi (démone, fantasma) nel nome. Le indicazioni per il trattamento di questi punti includono le sindromi allucinatorie o deliranti causate dalla dissociazione tra Hun e Po, come anche per il trattamento dei pruriti o delle sindromi dell'arto fantasma.
Storicamente esistono diverse versioni della lista dei tredici punti. Quello che segue è l'elenco secondo Deadman-Al Khafaji 
| Punto                | Nome originale | Nome alternativo | Nome italiano         |
| -------------------- | -------------- | ---------------- | --------------------- |
| DuMai 26             | Renzhong       | Guigong          | Palazzo del fantasma  |
| Polmone 11           | Shaoshang      | Guixin           | Fede del fantasma     |
| Milza 1              | Yinbai         | Guilei           | Fortezza del fantasma |
| Ministro del Cuore 7 | Daling         | Guixin           | Cuore del fantasma    |
| Vescica 62           | Shenmai        | Guilu            | Sentiero del fantasma |
| DuMai 16             | Fengfu         | Guizhen          | Cuscino del fantasma  |
| Stomaco 6            | Jiache         | Guichuang        | Letto del fantasma    |
| RenMai 24            | Chengjiang     | Guishi           | Mercato del fantasma  |
| Intestino Crasso 11  | Quchi          | Guitui           | Gamba del fantasma    |
| Ministro del Cuore 8 | Laogong        | Guicu            | Caverna del fantasma  |
| DuMai 23             | Shangxing      | Guitang          | Sala del fantasma     |
| Punto extra 11       | Haiquan        | Guifeng          | Sigillo del fantasma  |
| RenMai 1             | Huiyin         | Guicang          | Deposito del fantasma |

1. ↑  Il tredicesimo punto fantasma è in realtà un punto extra collocato nelle immediate vicinanze di RenMai 1 ed è diversificato tra donne (Yumentou) e uomini (Yinxiafeng)